# Ciclo frigorifero

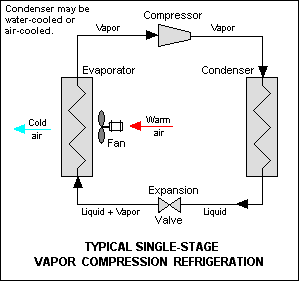
Rappresentazione di un ciclo frigorifero

Un ciclo frigorifero è un ciclo termodinamico inverso eseguito da una macchina operatrice in grado di trasferire calore da un ambiente a bassa temperatura a uno a temperatura superiore. 
La macchina termica che compie un ciclo frigorifero può essere utilizzata come:
- macchina frigorifera, con lo scopo di sottrarre calore da un ambiente freddo, cioè rinfrescare la zona a temperatura inferiore (questo effetto è utilizzato nel frigorifero e nel raffrescamento estivo).
- pompa di calore, con lo scopo di fornire calore a un ambiente caldo, cioè riscaldare la zona a temperatura superiore (questo effetto è utilizzato nel riscaldamento invernale).

In ambedue gli utilizzi, occorre erogare un lavoro per far funzionare il ciclo, erogare calore al punto caldo del ciclo (effetto utile della macchina funzionante come pompa di calore, tale calore è la somma del calore rimosso dal punto più freddo più il lavoro erogato) e assorbire calore dal punto più freddo (effetto utile della macchina funzionante come frigorifero).
Vi sono diverse tipologie di ciclo refrigerativo:
- ciclo a compressione di vapore
- ciclo ad assorbimento (adsorbimento e absorbimento)
- ciclo inverso di Stirling

## Ciclo a compressione o di Kelvin

Rappresentazione in un diagramma T-S di un ciclo frigorifero

In questo ciclo si applica un lavoro di compressione per far passare un fluido da vapore saturo a vapore surriscaldato; il vapore surriscaldato passa all'interno del condensatore dove cede il calore prima sensibile, poi latente, passando alla fase liquida; successivamente il liquido è fatto espandere nella valvola di laminazione, che, comportandosi da flash provoca una parziale evaporazione del liquido e un raffreddamento della valvola stessa. Il liquido più la piccola parte di vapore passano all'interno dell'evaporatore, dove il liquido evapora completamente, assorbendo calore dall'esterno (e quindi "generando freddo").
Nel ciclo frigorifero a compressione è essenziale un fluido refrigerante per condensare ed evaporare ciclicamente: è importante la scelta del tipo di fluido per conciliare la temperatura della sorgente fredda con quella della sorgente calda. Tra i primi fluidi di ciclo vi è stata l'ammoniaca, che ha il vantaggio di avere un calore latente particolarmente alto, ma è corrosiva e tossica; dal 1931 per molti anni sono stati utilizzati alcuni alogenuri alchilici, detti commercialmente Freon (marchio registrato dalle Industrie DuPont), dal 1989 proibiti dal protocollo di Montréal. Oggi si cerca di usare fluidi meno inquinanti tipo HFC, e HFE.

## Ciclo ad assorbimento o di Carre
Ha impiego diffuso nelle industrie (e saltuario nel civile) il ciclo frigorifero ad assorbimento, in cui si sfrutta il calore di dissoluzione di un soluto in un solvente che viene ciclicamente concentrato e diluito. Il ciclo ad assorbimento non ha particolare efficienza ma consente il raggiungimento di temperature particolarmente basse, fino a -60 °C con ammoniaca come refrigerante e acqua come assorbente; è molto impiegato nei casi in cui si disponga di scarti termici industriali o da cogenerazione o in mancanza di energia elettrica necessaria all'azionamento del compressore per il ciclo a compressione di vapore. Si utilizzano come solvente l'acqua e soluto l'ammoniaca, che è il gas frigorigeno, oppure come soluto l'acqua e come solvente il bromuro di litio, in questo caso il fluido frigorigeno è il vapore acqueo.
Malgrado la relativa complicazione, il ciclo frigorifero ad assorbimento è stato ideato prima di quello a compressione, e si deve a Ferdinand Carrè.
Vi è una distinzione necessaria: absorbimento, descritto sopra del tipo gas-liquido ed è il più usato, adsorbimento raramente usato del tipo gas-solido.

## Ciclo di Stirling
Il ciclo di Stirling è realizzato con il mantenimento in condizioni stabili di una oscillazione ciclica del fluido di ciclo, in modo che, in una regione definita dell'apparato che genera il ciclo, il fluido sia in espansione e quindi raffreddato, e un'altra sia in compressione e quindi riscaldato; la parte calda produce calore, e quella fredda invece sottrae calore dall'ambiente esterno, ottenendo così l'effetto frigorifero. Il ciclo è così nominato "macchina frigorifera Stirling".
Il ciclo frigorifero Stirling, ha una importante caratteristica: non è  legato ad alcun cambiamento di stato del fluido di ciclo.
Invece gli altri cicli sono legati (e limitati) a precise gamme di temperature operative dal tipo di fluido usato; i funzionamenti ottimali si hanno a temperature prossime a quelle di evaporazione (o soluzione) dei fluidi di ciclo.
Il ciclo Stirling è invece efficiente in eguale misura a tutte le temperature e utilizza sempre lo stesso fluido di ciclo, solo necessario sia aeriforme alle temperature operative), per temperature molto basse può essere elio o idrogeno.
Il ciclo può essere spinto alle minime temperature, e può essere utilizzato a produrre fluidi esterni (gas liquefatti) fino quasi allo zero assoluto.